# Lypha parva
Lypha parva là một loài ruồi trong họ Tachinidae.